# Le Martyre d'une femme
Le Martyre d'une femme (ou Le Martyre) est un film muet français réalisé par Louis Feuillade sorti en 1910.

## Fiche technique
- Titre original : Le Martyre d'une femme
- Titre alternatif : Le Martyre
- Réalisation et scénario : Louis Feuillade
- Société de production : Société des Établissements L. Gaumont
- Pays : France
- Format : Muet - Noir et blanc - 1,33:1 - 35 mm
- Métrage : 266 m
- Genre : Drame
- Durée : 11 minutes
- Date de sortie : 
  -  France - 20 juin 1910

Sources : Bifi et IMDb

## Distribution
- Alice Tissot